# هشيش كستنائي اللون
هشيش كستنائي اللون (الاسم العلمي: Psathyrella spadicea) هو نوع من الفطريات يتبع جنس الهشيش من الفصيلة الهشيشية.